# Lou Berghmans
Lou Berghmans is een Belgisch director of photography. Hij werkt in Vlaanderen aan speelfilms, korte films, videoclips, documentaires en televisieseries.
Lou Berghmans komt uit Leopoldsburg en is een vriend en studiegenoot van Marcel Vanthilt en Dominique Deruddere. Hij studeerde in 1981 aan de beeldopleiding van het RITCS af en debuteerde als DOP met Film 1 van Willem Wallyn. Tussen 1983 en 2010 verzorgde hij ook, samen met de Checkpointcharlies (Kris Smets, Eddie Gregoor en Bart Verbeelen) het management van onder meer de muziekgroepen The Scabs en Stash en televisiekok Jeroen Meus.

## Filmografie en televisiewerk
- 1999: Film 1 (film, regie Willem Wallyn)
- 1999: 2 Straten verder (televisieserie, regie Frank Van Mechelen)
- 2001: Veel geluk, professor! (minitelevisieserie, regie Kurt Vervaeren)
- 2001: Stille Waters (televisieserie, regie Mark De Geest en Frank Van Mechelen)
- 2005: De Indringer (film, regie Frank Van Mechelen)
- 2005: De Parelvissers (televisieserie, regie Tom Lenaerts, Michiel Devlieger, Michel Vanhove)
- 2006: De Hel van Tanger (film, regie Frank Van Mechelen)
- 2006: Het eiland (televisieserie, regie Jan Eelen)
- 2007: Ben X (film, regie Nic Balthazar)
- 2011: De Ronde (televisieserie, regie Jan Eelen)
- 2011: Groenten uit Balen (film, regie Frank Van Mechelen)
- 2012: Salamander (televisieserie, regie Frank Van Mechelen)
- 2013: Albert II (televisieserie, regie Frank Van Mechelen)
- 2013: Marina (film, regie Stijn Coninx)
- 2014: W. (film, regie Frank Van Mechelen)
- 2015: Den elfde van den elfde (televisiereeks, regie Alice Reys en Tom Van Dijck)
- 2016: De 16 (televisieserie, regie Willem Wallyn)